# Kau Tong Hau
Kau Tong Hau (kinesiska: 高塘口, 大灘海, 大滩海) är en vik i Hongkong (Kina). Den ligger i den nordöstra delen av Hongkong.